# 镇南塔
镇南塔位于中国四川省自贡市荣县，2007年6月1日公佈為四川省第七批文物保護單位。2013年3月5日列為第七批全國重點文物保護單位。。
镇南塔俗称白塔，建于宋代，平面呈方形，共十一层，素面台基，覆盆顶，为楼阁式砖塔。

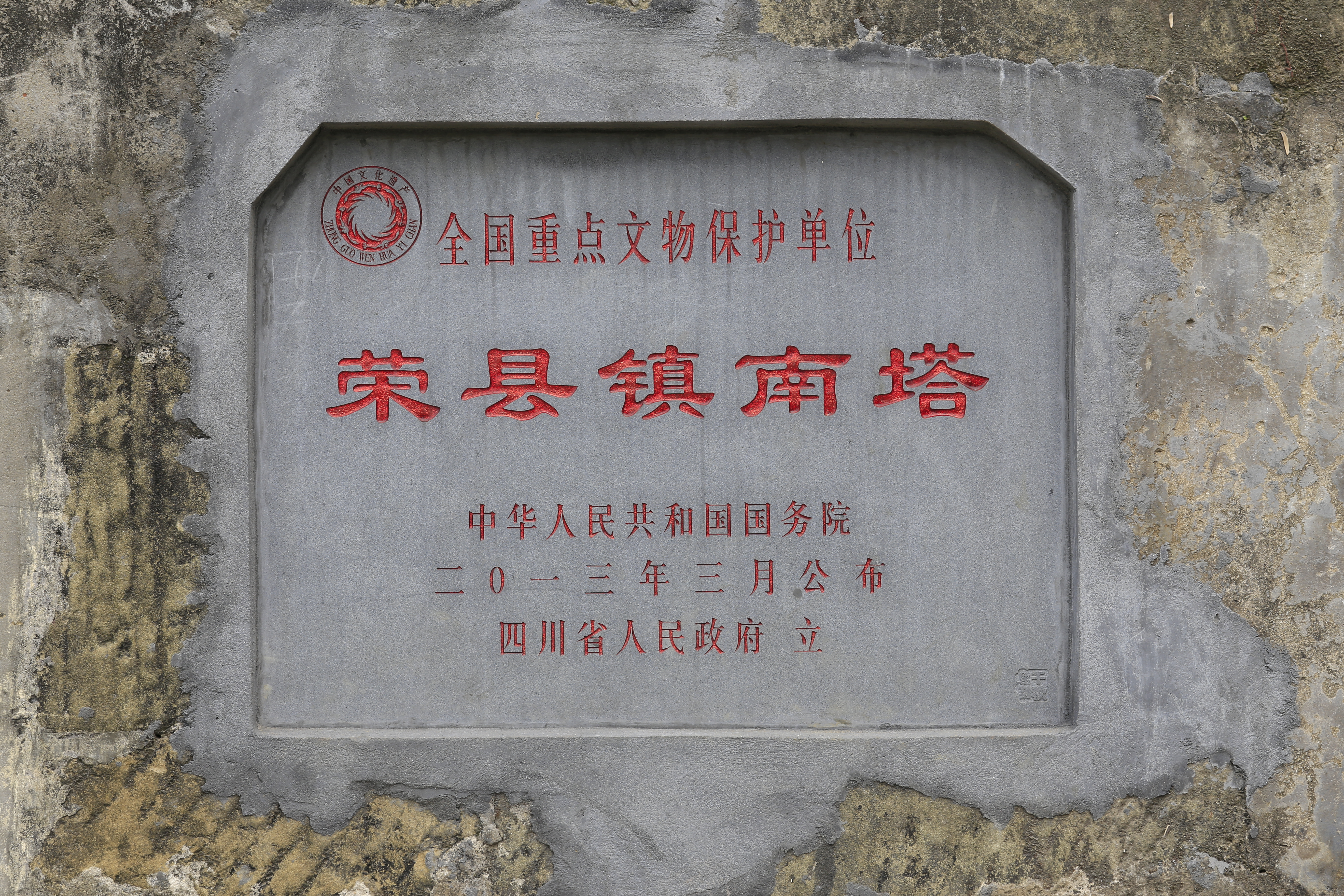